# (8784) 1977 RQ19
1977 أر كيو 19 (ويعرف أيضًا باسم (8784) 1977 أر كيو 19 وفق تسمية الكوكب الصغير) (بالإنجليزية: 1977 RQ19)‏ هو كويكب ضمن حزام الكويكبات؛ وترتيبه 8784 من حيث الاكتشاف.
اكتُشف هذا الجُرم الفلكي بواسطة C. Michelle Olmstead ‏ في 9 سبتمبر 1977.

## وصلات خارجية
- (8784) 1977 RQ19 في قاعدة بيانات مختبر الدفع النفاث لأجرام النظام الشمسي الصغيرة

- الاكتشاف · مخطط المدار ·  العناصر المدارية · المعلمات المادية

- (8784) 1977 RQ19 على موقع ويكي سكاي: DSS2, SDSS, GALEX, IRAS, Hydrogen α, X-Ray, Astrophoto, Sky Map, Articles and images